# Zdjęcia rwane
Zdjęcia rwane – technika animacji wymyślona przez Henryka Lehnerta w 1981 roku na potrzeby filmu Malarz i głównie przez niego stosowana.
Jej powstanie związane było z ograniczeniami technicznymi amatorskich kamer 16 mm stosowanymi wtedy w AKF "Chemik" w Oświęcimiu. Ich budowa uniemożliwiała robienie pojedynczych zdjęć poklatkowych (problem z niedomykającą się przesłoną powodujący prześwietlenie ostatnio zrobionego kadru) przez co nie nadawały się do tworzenia filmów animowanych. 
Rozwiązaniem okazało się zastosowanie fortelu. Operator wykonywał bardzo dużo pojedynczych kliknięć spustu kamery, aktorzy w pamięci odliczali wcześniej ustaloną wartość po czym wykonywali ustalony wcześniej ruch, po czym znów odliczali wykonywali ruch itd. przez co uzyskiwano efekt animowania postaci. Ze względu na różne tempo liczenia, brak synchronizacji z kamerą, aktorzy poruszali się w różnym tempie, do tego ich ruch wyglądał na szarpany (od tego nazwa techniki). 
Wybrane filmy:
- Malarz (1983)[2]
- Fotel
- Randez-vous
- Rywale (1997)
- Temida (2001)